# كين سانت أندريه
كين سانت أندريه (بالإنجليزية: Ken St. Andre)‏ (28 أبريل 1947، أوغدن في الولايات المتحدة)؛ كاتب وروائي أمريكي.